# Haemulon album
Haemulon album is een straalvinnige vissensoort uit de familie van grombaarzen (Haemulidae). Hij komt voor in de ondiepe wateren van de Bermudadriehoek, Bahama's en Brazilië. De wetenschappelijke naam van de soort is voor het eerst geldig gepubliceerd in 1830 door Cuvier.